# 37e législature de la Chambre des représentants de Belgique
La 37e législature de la Chambre des représentants de Belgique a commencé le 18 juin 1958, et s'est achevée le 16 février 1961. Elle fait suite aux élections législatives du 1 juin 1958. Elle englobe les gouvernements Gaston Eyskens III et Gaston Eyskens III (remanié).
Cette législature comptait 212 membres.

## Bureau
- Camille Huysmans, président
- Charles du Bus de Warnaffe, 1er vice-président
- René Lefebvre, 2e vice-président
- vice-présidents :
  - Fernand Brunfaut
  - Ludovic Moyersoen
  - Oscar Behogne
- Secrétaires :
  - Gaston Juste
  - Jozef Vercauteren
  - Maurice Jaminet
  - Louis D'haeseleer
  - Albert De Gryse
  - Placide De Paepe
- Questeurs:
  - Joseph Chalmet
  - Jan Van den Eynde
  - Raoul Hicguet
  - Charles Gendebien
  - Eugène De Gent

## Membres
- Édouard Anseele
- Raymond Barbé
- Victor Barbeaux
- Kamiel Berghmans
- Alfred Bertrand
- Gerard Bijnens
- Marcel Bode
- Ferdinand Boey
- Gustaaf Boeykens
- Georges Bohy
- Martin Boutet
- Joseph Bracops
- Maurice Brasseur
- Hervé Brouhon
- Max Buset
- Henri Castel
- Eugène Charpentier
- Frans Christiaenssens
- Andreas Claeys
- Léo Collard
- Marcel Collart
- André Cools
- Étienne Cooreman
- Lucien Cooremans
- Germaine Copée, née Gerbinet
- Clotaire Cornet
- Marcel Counson
- Lode Craeybeckx
- Germaine Craeybeckx, née Orij
- Guy Cudell
- Henri Cugnon
- Adhémar d'Alcantara
- Jean Debucquoy
- Marcel Décarpentrie
- Camille Decker
- Jules Deconinck
- René de Cooman
- Joseph Dedoyard
- Hubert De Groote
- Eduard Dehandschutter
- Théo Dejace
- Georges Dejardin
- Amédée De Keuleneir
- Roger De Kinder
- Léon Delhache
- Roger de Looze
- Ernest Deltenre
- Leo Delwaide
- Marcel Demets
- Maria-Theresia de Moor, née Van Sina
- Ernest Demuyter
- Maurice Denis
- Alfons De Nolf
- Julius De Pauw
- André Dequae
- Marguerite De Riemaecker, née Legot
- Henri Deruelles
- Jos De Saegher
- August De Schryver
- Maurice Destenay
- Arthur De Sweemer
- Frans Detiège
- Fernand Devilers
- Albert de Vleeschauwer
- Robert Devos
- Maurice Devriendt
- Maurice Dewulf
- Pierre Dexters
- Pierre Diriken
- Jean Discry
- René Drèze
- Joseph Dupont
- Noël Duvivier
- Paul Eeckman
- Gerard Eneman
- Gaston Eyskens
- Henri Fayat
- Jozef Feyaerts
- Antoon Fimmers
- Alexandra-Émilie Fontaine, née Borguet
- Arthur Gailly
- Justin Gaspar
- Frans Gelders
- Julien Geldof
- Guido Gillès de Pélichy
- Arthur Gilson
- Albert Grégoire
- Mathilde Schroyens
- Frans Grootjans
- François Guillaume
- Lucien Harmegnies
- Pierre Harmel
- Paul Herbiet
- Fernand Hermans
- Jules Hossey
- Georges Housiaux
- Gaston Hoyaux
- Mathieu Jacques
- Charles Janssens
- Émile Jeunehomme
- Louis Kiebooms
- Pierre Kofferschläger
- Paul Kronacker
- Émile Lacroix
- Hilaire Lahaye
- Désiré Lamalle
- Yvonne Lambert
- Victor Larock
- Albert Lavens
- Octave Lebas
- Edmond Leburton
- Fernand Lefère
- Théo Lefèvre
- Philippe le Hodey
- Henri Liebaert
- Leo Lindemans
- Georges Loos
- Louis Major
- Joseph Martel
- Liban Martens
- Fernand Massart
- Joseph-Jean Merlot
- Jules Mertens
- Jules Messinne
- Paul Meyers
- Eugène Moriau
- Gaston Moulin
- Louis Namèche
- Arthur Nazé
- Auguste Olislaeger
- Simon Paque
- Albert Parisis
- Lode Peeters
- Justin Peeters
- René Pêtre
- Jan Piers
- Jean Picron
- Jan Piers
- Marc-Antoine Pierson
- Marcel Piron
- Jos Posson
- Lucien Radoux
- Frans Robyns
- Ernest Rongvaux
- Antoine Sainte
- André Saint-Rémy
- Raymond Scheyven
- Maurice Schot
- Arthur Sercu
- Albert Servais
- Jozef Smedts
- Antoon Spinoy
- Paul Streel
- Francis Tanghe
- Freddy Terwagne
- François Tielemans
- Roger Toubeau
- Achille Van Acker
- Benoît Van Acker
- Michel Van Caeneghem
- Frans Van Cauwelaert
- Jozef Van Cleemput
- Magdalena Van Daele, née Huys
- Albert Vanden Berghe
- Paul Vanden Boeynants
- Geeraard Van den Daele
- Hubert Vandenhende
- Frans Van der Elst
- Jeanne Vanderveken, née Van de Plas
- Renaat Van Elslande
- Joris Van Eynde
- Adolphe Van Glabbeke
- Frans Van Goey
- Camille Vangraefschepe
- Emiel Van Hamme
- Josse Van Heupen
- Albert Van Hoorick
- Jacques Van Offelen
- Jozef Van Royen
- Edgard Vanthilt
- Robert Van Trimpont
- Jan Van Winghe
- Cornelius Verbaanderd
- Alfons Verbist
- Octaaf Verboven
- Camiel Verhamme
- Leopold Verhenne
- Albert Verlackt
- Albert Vermaere
- Jan Verroken
- Achille Vleurinck
- Pierre Wigny
- Hilaire Willot
- Pieter Wirix
- Julius Wostyn

- René Pauwels, greffier